# Каннський кінофестиваль 1981
34-й Каннський міжнародний кінофестиваль відбувся з 13 по 27 травня 1981 року у Каннах, Франція. Золоту пальмову гілку отримав фільм Людина із заліза режисера Анджея Вайди.
У конкурсі було представлено 22 повнометражних фільми та 13 короткометражок. Фестиваль було закрито показом фільму Жимолость режисера Джеррі Шацберґа.

## Журі
- Голова: Жак Дере, режисер,  Франція
- Еллен Берстін, акторка,  США
- Жан-Клод Карр'єр, сценарист,  Франція
- Роберт Чазал, критик,  Франція
- Аттіліо Д'Онофріо,  Італія
- Крістіан Дефає, журналіст,  Швейцарія
- Карлуш Дьєгіш, режисер,  Бразилія
- Антоніо Гала, письменник,  Іспанія
- Андрій Петров, композитор,  СРСР
- Дуглас Слоком, кінооператор,  Велика Британія

## Фільми-учасники конкурсної програми
★Переможців виділено окремим кольором.
Повнометражні фільми
| Фільм                       | Назва мовою оригіналу           | Режисер                       | Країна                   |
| --------------------------- | ------------------------------- | ----------------------------- | ------------------------ |
| Вазони                      | Cserepek                        | Ішван Гааль                   | Угорщина                 |
| Вітчим                      | Beau-père                       | Бертран Бліє                  | Франція                  |
| Вогняна голова              | Tulipää                         | Пірьо Хонкасало, Пекка Лехто  | Фінляндія                |
| Вогняні колісниці           | Chariots of Fire                | Г'ю Гадсон                    | Велика Британія          |
| Ворота раю                  | Heaven's Gate                   | Майкл Чіміно                  | США                      |
| Екскалібур                  | Excalibur                       | Джон Бурмен                   | США/ Велика Британія     |
| Залізний ангел              | Engel aus Eisen                 | Томас Браш                    | ФРН                      |
| Злодій                      | Thief (Violent Streets)         | Майкл Манн                    | США                      |
| Квартет                     | Quartet                         | Джеймс Айворі                 | Велика Британія/ Франція |
| Любовна пристрасть          | Passione d'amore                | Етторе Скола                  | Італія/ Франція          |
| ★ Людина із заліза          | Człowiek z żelaza               | Анджей Вайда                  | Польща                   |
| Мефісто                     | Mephisto                        | Іштван Сабо                   | Угорщина                 |
| Монтенегро                  | Montenegro                      | Душан Макавеєв                | Швеція                   |
| На відстані світлових років | Les Années lumière              | Ален Таннер                   | Франція/ Швейцарія       |
| Національне надбання        | Patrimonio nacional             | Луїс Гарсія Берланга          | Іспанія                  |
| Одержимість                 | Possession                      | Анджей Жулавський             | Франція/ ФРН             |
| Одні та інші                | Les Uns et les Autres           | Клод Лелуш                    | Франція                  |
| Погляди і посмішки          | Looks and Smiles                | Кен Лоуч                      | Велика Британія          |
| Сніг                        | Neige                           | Жульєт Берто, Жан-Анрі Роджер | Франція/ Бельгія         |
| Трагедія смішної людини     | La tragedia di un uomo ridicolo | Бернардо Бертолуччі           | Італія                   |
| Факт                        | Faktas                          | Альмантас Ґрікявічус          | СРСР                     |
| Шкіра                       | La pelle                        | Ліліана Кавані                | Італія/ Франція          |

## Особливий погляд
| Фільм                       | Назва мовою оригіналу                    | Режисер          | Країна          |
| --------------------------- | ---------------------------------------- | ---------------- | --------------- |
| Велике нічне купання        | Голямото нощно къпане                    | Бінка Желязкова  | Болгарія        |
| Кохають тільки раз          | Samo jednom se ljubi                     | Райко Грліч      | Югославія       |
| Момент щастя                | Un moment de bonheur                     | Ів Люме          | Франція         |
| Ну й чорт з ним!            | ええじゃないか / Eijanaika               | Сьохей Імамура   | Японія          |
| Одного поля ягода           | Dios los cría…                           | Джакобо Моралес  | Пуерто-Рико     |
| Свідок                      | A tanú                                   | Петер Бачо       | Угорщина        |
| Спогади тієї, що вижила     | Memoirs of a Survivor                    | Девід Гледвелл   | Велика Британія |
| Стіни, стіни                | Mur murs                                 | Аньєс Варда      | Франція         |
| Тисяча маленьких поцілунків | אלף נשיקות קטנות / Elef Nishikot K'tanot | Міра Реканаті    | Ізраїль         |
| Хай буде світло             | Let There Be Light                       | Джон Г'юстон     | США             |
| Хто там співає              | Ko to tamo peva                          | Слободан Шиян    | Югославія       |
| Я тебе кохаю                | Eu Te Amo                                | Арнальдо Жабор   | Бразилія        |
|                             | Satah Se Uthata Aadmi                    | Мані Каул        | Індія           |
|                             | Cerromaior                               | Луіш Філіпе Роча | Португалія      |

Короткометражні фільми
| Фільм                        | Назва мовою оригіналу              | Режисер          | Країна          |
| ---------------------------- | ---------------------------------- | ---------------- | --------------- |
| Андре Дерен, теми і варіації | André Derain, thèmes et variations | Франсуа Порсіль  | Франція         |
| Дилема                       | Dilemma                            | Джон Галас       | Велика Британія |
| Дискжокей                    | Diskzokej                          | Іржі Барта       | Чехословаччина  |
| Король та ельф               | Král a skritek                     | Любомир Бенеш    | Чехословаччина  |
| Маневри гостей               | Manövergäste                       | Дж. Ніколас Хаєк | Швейцарія       |
| Замаскований грабіжник       | Maskirani razbojnik                | Петар Лаловіч    | Югославія       |
| Вічний двигун                | Moto Perpetuo                      | Бела Вайда       | Угорщина        |
| Щур                          | Le Rat                             | Елізабет Юппер   | Франція         |
| Рівновага                    | Ravnovesie                         | Бойко Канев      | Болгарія        |
|                              | Zea                                | Андре Ледюк      | Канада          |
|                              | Alephah                            | Джеральд Фрідман | Бельгія         |
|                              | Ne me parlez plus jamais d'amour   | Сільвен Медіген  | Франція         |
|                              | Trcanje                            | Душке Сево       | Югославія       |

## Фільми позаконкурсної програми
| Фільм                                   | Назва мовою оригіналу                    | Режисер                  | Країна               |
| --------------------------------------- | ---------------------------------------- | ------------------------ | -------------------- |
| Аніма — Фантастична симфонія            | Anima — Symphonie phantastique           | Тітус Лебер              | Австрія              |
| Криваве весілля                         | Bodas de sangre                          | Карлос Саура             | Іспанія/ Франція     |
| Цар мавп                                | Da nao tian gong                         | Вань Лаймін              | КНР                  |
| Від Мао до Моцарта: Ісаак Стерн у Китаї | From Mao to Mozart: Isaac Stern in China | Мюррей Лернер            | Велика Британія/ КНР |
| Руки вгору                              | Ręce do góry                             | Єжи Сколімовський        | Польща               |
| Жимолость                               | Honeysuckle Rose                         | Джеррі Шацберґ           | США                  |
| Неспокійний сміх                        | 苦恼人的笑 / Ku nao ren de xiao          | Їмін Денг, Яньїнь Янг    | КНР                  |
| Муха                                    | A Légy                                   | Ференц Рофус             | Угорщина             |
| Ангел з вулиці                          | Malu tianshi                             | Юань Мучжі               | КНР                  |
| Листоноша завжди дзвонить двічі         | The Postman Always Rings Twice           | Боб Рафельсон            | США/ ФРН             |
| Це Елвіс                                | This Is Elvis                            | Малкольм Лео, Ендрю Солт | США                  |
| Три брати                               | Tre fratelli                             | Франческо Розі           | Італія/ Франція      |

## Нагороди
- Золота пальмова гілка: Людина із заліза, режисер Анджей Вайда
- Гран-прі: На відстані світлових років, режисер Ален Таннер
- Приз за найкращу чоловічу роль: Уго Тоньяцці — Трагедія смішної людини
- Приз за найкращу жіночу роль: Ізабель Аджані — Квартет та Одержима
- Найкращий актор другого плану: Ієн Голм — Вогняні колісниці
- Найкраща акторка другого плану: Олена Соловей — Факт
- Приз за найкращий сценарій: Іштван Сабо — Мефісто
- Приз за художній внесок: Екскалібур
- Технічний гран-прі: Одні та інші за якість звуку
- Золота пальмова гілка за короткометражний фільм: Вічний двигун, режисер Бела Вайда
- Приз журі за короткометражний фільм:
  - Щур
  - Zea
- Золота Камера: Десперадо-Сіті
- Приз молодіжного кіно:
  - Погляди і посмішки
  - Сніг
- Премія «Шанс Каннського кінофестивалю»: Prends 10000 balles et casse-toi
- Приз міжнародної асоціації кінопреси (ФІПРЕССІ):
  - Ангел з вулиці
  - Мефісто
- Приз екуменічного журі: Людина із заліза
- Приз екуменічного журі — особлива згадка:
  - Вогняні колісниці
  - Погляди і посмішки